# +-=÷x Tour
+-=÷x Tour es la cuarta y actual gira mundial de conciertos del cantautor y músico británico Ed Sheeran, en apoyo a sus 5 álbumes de estudio +, X, ÷, =, - y a su EP No.6 Collaborations Project. La gira fue anunciada por Sheeran a través de sus redes sociales y comenzó en Londres, Reino Unido, el 21 de marzo de 2022.

## Setlist
El siguiente Setlist es el utilizado el 23 de abril de 2022 en Dublín, Irlanda no es necesariamente el de toda la gira.
1. "Tides"
2. "Blow"
3. "I'm a Mess"
4. "Shivers"
5. "The A Team"
6. "Castle on the Hill"
7. "2step"
8. "Don't" / "No Diggity"
9. "Tenerife Sea" / "First Times"
10. "Visiting Hours"
11. "Own It" / "PERU" / "Beautiful People" / "I Don't Care"
12. "Overpass Graffiti"
13. "Galway Girl"
14. "Thinking Out Loud"
15. "Love Yourself" (cover de Justin Bieber)
16. "Sing"
17. "Photograph"
18. "Perfect"
19. "Bloodstream"
20. "The Parting Glass"
21. "Afterglow"

Encore
1. "Shape of You"
2. "Bad Habits"
3. "You Need Me, I Don't Need You"

## Fechas
| Fecha                | Ciudad                 | País            | Recinto                           | Teloneros                     | Entradas vendidas / Disponibles | Recaudación |
| 2022                 | 2022                   | 2022            | 2022                              | 2022                          | 2022                            | 2022        |
| Europa               | Europa                 | Europa          | Europa                            | Europa                        | Europa                          | Europa      |
| -------------------- | ---------------------- | --------------- | --------------------------------- | ----------------------------- | ------------------------------- | ----------- |
| 21 de marzo          | Londres                | Reino Unido     | Electric Ballroom                 | —                             | 4,369 / 4,374                   | $233,970    |
| 22 de marzo          | Londres                | Reino Unido     | Electric Ballroom                 | —                             | 4,369 / 4,374                   | $233,970    |
| 23 de marzo          | Londres                | Reino Unido     | Electric Ballroom                 | —                             | 4,369 / 4,374                   | $233,970    |
| 26 de marzo          | Brighton               | Reino Unido     | Concorde 2                        | —                             | 1,140 / 1,140                   | $61,050     |
| 26 de marzo          | Brighton               | Reino Unido     | Concorde 2                        | —                             | 1,140 / 1,140                   | $61,050     |
| 27 de marzo          | Londres                | Reino Unido     | Royal Albert Hall                 | —                             | 5,230 / 5,518                   | $808,086    |
| 31 de marzo          | Londres                | Reino Unido     | Alexandra Palace                  | —                             | 2,654 / 2,654                   | $142,128    |
| 1 de abril           | Londres                | Reino Unido     | Alexandra Palace                  | —                             | 2,654 / 2,654                   | $142,128    |
| 19 de abril          | Dublín                 | Irlanda         | Whelan's                          | —                             | 357 / 357                       | $18,786     |
| 20 de abril          | Dublín                 | Irlanda         | Vicar Street                      | —                             | 1,427 / 1,427                   | $75,095     |
| 23 de abril          | Dublín                 | Irlanda         | Croke Park                        | Maisie Peters Denise Chaila   | 140,487 / 151,054               | $12,398,154 |
| 24 de abril          | Dublín                 | Irlanda         | Croke Park                        | Maisie Peters Denise Chaila   | 140,487 / 151,054               | $12,398,154 |
| 28 de abril          | Cork                   | Irlanda         | Páirc Uí Chaoimh                  | Maisie Peters Denise Chaila   | 68,697 / 78,648                 | $5,803,983  |
| 29 de abril          | Cork                   | Irlanda         | Páirc Uí Chaoimh                  | Maisie Peters Denise Chaila   | 68,697 / 78,648                 | $5,803,983  |
| 5 de mayo            | Limerick               | Irlanda         | Thomond Park                      | Maisie Peters Denise Chaila   | 61,780 / 63,232                 | $5,210,048  |
| 6 de mayo            | Limerick               | Irlanda         | Thomond Park                      | Maisie Peters Denise Chaila   | 61,780 / 63,232                 | $5,210,048  |
| 12 de mayo           | Belfast                | Irlanda         | Boucher Road Playing Fields       | Maisie Peters Denise Chaila   | 73,519 / 80,604                 | $6,281,351  |
| 13 de mayo           | Belfast                | Irlanda         | Boucher Road Playing Fields       | Maisie Peters Denise Chaila   | 73,519 / 80,604                 | $6,281,351  |
| 26 de mayo           | Cardiff                | Reino Unido     | Principality Stadium              | Maisie Peters Dylan           | 185,490 / 236,082               | $15,059,755 |
| 27 de mayo           | Cardiff                | Reino Unido     | Principality Stadium              | Maisie Peters Dylan           | 185,490 / 236,082               | $15,059,755 |
| 28 de mayo           | Cardiff                | Reino Unido     | Principality Stadium              | Maisie Peters Dylan           | 185,490 / 236,082               | $15,059,755 |
| 3 de junio           | Sunderland             | Reino Unido     | Stadium of Light                  | Maisie Peters Dylan           | 106,641 / 114,311               | $8,887,711  |
| 4 de junio           | Sunderland             | Reino Unido     | Stadium of Light                  | Maisie Peters Dylan           | 106,641 / 114,311               | $8,887,711  |
| 9 de junio           | Mánchester             | Reino Unido     | Etihad Stadium                    | Maisie Peters Dylan           | 218,639 / 218,639               | $17,703,371 |
| 10 de junio          | Mánchester             | Reino Unido     | Etihad Stadium                    | Maisie Peters Dylan           | 218,639 / 218,639               | $17,703,371 |
| 11 de junio          | Mánchester             | Reino Unido     | Etihad Stadium                    | Maisie Peters Dylan           | 218,639 / 218,639               | $17,703,371 |
| 12 de junio          | Mánchester             | Reino Unido     | Etihad Stadium                    | Maisie Peters Dylan           | 218,639 / 218,639               | $17,703,371 |
| 16 de junio          | Glasgow                | Reino Unido     | Hampden Park                      | Maisie Peters Dylan           | 93,344 / 109,713                | $7,579,774  |
| 17 de junio          | Glasgow                | Reino Unido     | Hampden Park                      | Maisie Peters Dylan           | 93,344 / 109,713                | $7,579,774  |
| 24 de junio          | Londres                | Reino Unido     | Estadio de Wembley                | Maisie Peters Dylan           | 420,269 / 460,165               | $37,035,896 |
| 25 de junio          | Londres                | Reino Unido     | Estadio de Wembley                | Maisie Peters Dylan           | 420,269 / 460,165               | $37,035,896 |
| 29 de junio          | Londres                | Reino Unido     | Estadio de Wembley                | Maisie Peters Dylan           | 420,269 / 460,165               | $37,035,896 |
| 30 de junio          | Londres                | Reino Unido     | Estadio de Wembley                | Maisie Peters Dylan           | 420,269 / 460,165               | $37,035,896 |
| 1 de julio           | Londres                | Reino Unido     | Estadio de Wembley                | Maisie Peters Dylan           | 420,269 / 460,165               | $37,035,896 |
| 7 de julio           | Gelsenkirchen          | Alemania        | Veltins-Arena                     | Maisie Peters Cat Burns       | 182,476 / 193,055               | $13,653,206 |
| 8 de julio           | Gelsenkirchen          | Alemania        | Veltins-Arena                     | Maisie Peters Cat Burns       | 182,476 / 193,055               | $13,653,206 |
| 9 de julio           | Gelsenkirchen          | Alemania        | Veltins-Arena                     | Maisie Peters Cat Burns       | 182,476 / 193,055               | $13,653,206 |
| 14 de julio          | Ámsterdam              | Países Bajos    | Johan Cruyff Arena                | Maisie Peters Cat Burns       | 134,119 / 134,119               | $8,611,476  |
| 15 de julio          | Ámsterdam              | Países Bajos    | Johan Cruyff Arena                | Maisie Peters Cat Burns       | 134,119 / 134,119               | $8,611,476  |
| 22 de julio          | Bruselas               | Bélgica         | Estadio Rey Balduino              | Maisie Peters Cat Burns Dylan | 104,473 / 127,999               | $8,273,105  |
| 23 de julio          | Bruselas               | Bélgica         | Estadio Rey Balduino              | Maisie Peters Cat Burns Dylan | 104,473 / 127,999               | $8,273,105  |
| 29 de julio          | París                  | Francia         | Estadio de Francia                | Maisie Peters Cat Burns       | 166,764 / 166,764               | $10,795,324 |
| 30 de julio          | París                  | Francia         | Estadio de Francia                | Maisie Peters Cat Burns       | 166,764 / 166,764               | $10,795,324 |
| 3 de agosto          | Copenhague             | Dinamarca       | Øresundsparken                    | Maisie Peters Cat Burns       | 156,818 / 158,819               | $14,175,774 |
| 4 de agosto          | Copenhague             | Dinamarca       | Øresundsparken                    | Maisie Peters Cat Burns       | 156,818 / 158,819               | $14,175,774 |
| 5 de agosto          | Copenhague             | Dinamarca       | Øresundsparken                    | Maisie Peters Cat Burns       | 156,818 / 158,819               | $14,175,774 |
| 6 de agosto          | Copenhague             | Dinamarca       | Øresundsparken                    | Maisie Peters Dylan           | 156,818 / 158,819               | $14,175,774 |
| 10 de agosto         | Gotemburgo             | Suecia          | Estadio Ullevi                    | Maisie Peters Cat Burns       | 120,283 / 129,350               | $9,558,902  |
| 11 de agosto         | Gotemburgo             | Suecia          | Estadio Ullevi                    | Maisie Peters Cat Burns       | 120,283 / 129,350               | $9,558,902  |
| 20 de agosto         | Helsinki               | Finlandia       | Estadio Olímpico de Helsinki      | Maisie Peters Cat Burns       | 46,667 / 46,667                 | $4,229,589  |
| 25 de agosto         | Varsovia               | Polonia         | Estadio Nacional de Varsovia      | Maisie Peters Cat Burns       | 146,340 / 146,340               | $9,056,295  |
| 26 de agosto         | Varsovia               | Polonia         | Estadio Nacional de Varsovia      | Maisie Peters Cat Burns       | 146,340 / 146,340               | $9,056,295  |
| 1 de septiembre      | Viena                  | Austria         | Estadio Ernst Happel              | Maisie Peters Cat Burns       | 124,800 / 130,599               | $9,412,514  |
| 2 de septiembre      | Viena                  | Austria         | Estadio Ernst Happel              | Maisie Peters Cat Burns       | 124,800 / 130,599               | $9,412,514  |
| 10 de septiembre     | Múnich                 | Alemania        | Estadio Olímpico de Múnich        | Griff Cat Burns               | 200,184 / 215,031               | $15,689,903 |
| 11 de septiembre     | Múnich                 | Alemania        | Estadio Olímpico de Múnich        | Griff Cat Burns               | 200,184 / 215,031               | $15,689,903 |
| 12 de septiembre     | Múnich                 | Alemania        | Estadio Olímpico de Múnich        | Griff Cat Burns               | 200,184 / 215,031               | $15,689,903 |
| 16 de septiembre     | Zúrich                 | Suiza           | Letzigrund                        | Griff Cat Burns               | 95,840 / 96,739                 | $12,200,837 |
| 17 de septiembre     | Zúrich                 | Suiza           | Letzigrund                        | Griff Cat Burns               | 95,840 / 96,739                 | $12,200,837 |
| 23 de septiembre     | Fráncfort              | Alemania        | Deutsche Bank Park                | Griff Cat Burns               | 182,856 / 184,201               | $13,452,253 |
| 24 de septiembre     | Fráncfort              | Alemania        | Deutsche Bank Park                | Griff Cat Burns               | 182,856 / 184,201               | $13,452,253 |
| 25 de septiembre     | Fráncfort              | Alemania        | Deutsche Bank Park                | Griff Cat Burns               | 182,856 / 184,201               | $13,452,253 |
| Norteamérica         |                        |                 |                                   |                               |                                 |             |
| 22 de octubre        | Austin                 | Estados Unidos  | Circuito de las Américas          | Festival                      | Festival                        | Festival    |
| 2023                 |                        |                 |                                   |                               |                                 |             |
| Oceanía              |                        |                 |                                   |                               |                                 |             |
| 24 de enero          | Wellington             | Nueva Zelanda   | The Opera House                   | —                             |                                 |             |
| 25 de enero          | Wellington             | Nueva Zelanda   | The Opera House                   | —                             |                                 |             |
| 26 de enero          | Wellington             | Nueva Zelanda   | The Opera House                   | —                             |                                 |             |
| 2 de febrero         | Wellington             | Nueva Zelanda   | Estadio Regional de Wellington    | Maisie Peters Kaylee Bell     | 47,260 / 47,260                 | $5,024,421  |
| 10 de febrero        | Auckland               | Nueva Zelanda   | Eden Park                         | Maisie Peters Kaylee Bell     | 83,574 / 83,574                 | $7,461,871  |
| 11 de febrero        | Auckland               | Nueva Zelanda   | Eden Park                         | Maisie Peters Kaylee Bell     | 83,574 / 83,574                 | $7,461,871  |
| 17 de febrero        | Brisbane               | Australia       | Estadio Suncorp                   | Maisie Peters Budjerah        | 172,894 / 172,894               | $19,213,071 |
| 18 de febrero        | Brisbane               | Australia       | Estadio Suncorp                   | Maisie Peters Budjerah        | 172,894 / 172,894               | $19,213,071 |
| 19 de febrero        | Brisbane               | Australia       | Estadio Suncorp                   | Maisie Peters Budjerah        | 172,894 / 172,894               | $19,213,071 |
| 24 de febrero        | Sídney                 | Australia       | Estadio ANZ                       | Maisie Peters Budjerah        | 171,699 / 171,699               | $18,936,619 |
| 25 de febrero        | Sídney                 | Australia       | Estadio ANZ                       | Maisie Peters Budjerah        | 171,699 / 171,699               | $18,936,619 |
| 2 de marzo           | Melbourne              | Australia       | Melbourne Cricket Ground          | Maisie Peters Budjerah        | 210,857 / 210,857               | $20,871,850 |
| 3 de marzo           | Melbourne              | Australia       | Melbourne Cricket Ground          | Maisie Peters Budjerah        | 210,857 / 210,857               | $20,871,850 |
| 7 de marzo           | Adelaida               | Australia       | Adelaide Oval                     | Maisie Peters Budjerah        | 59,708 / 59,708                 | $6,665,766  |
| 12 de marzo          | Perth                  | Australia       | Estadio de Perth                  | Maisie Peters Budjerah        | 59,980 / 59,980                 | $7,051,018  |
| Norteamérica         |                        |                 |                                   |                               |                                 |             |
| 29 de abril          | Nueva Orleans          | Estados Unidos  | Hipódromo Fair Grounds            | Festival                      | Festival                        | Festival    |
| 6 de mayo            | Arlington              | Estados Unidos  | AT&T Stadium                      | Khalid Dylan                  | 59,265 / 59,265                 | $5,733,414  |
| 13 de mayo           | Houston                | Estados Unidos  | NRG Stadium                       | Khalid Dylan                  | 58,183 / 58,183                 | $5,321,684  |
| 20 de mayo           | Tampa                  | Estados Unidos  | Raymond James Stadium             | Khalid Dylan                  | 77,891 / 77,891                 | $7,759,215  |
| 27 de mayo           | Atlanta                | Estados Unidos  | Mercedes-Benz Stadium             | Khalid Dylan                  | 76,335 / 76,335                 | $7,100,499  |
| 3 de junio           | Filadelfia             | Estados Unidos  | Lincoln Financial Field           | Khalid Dylan                  | 77,900 / 77,900                 | $7,767,923  |
| 10 de junio          | East Rutherford        | Estados Unidos  | MetLife Stadium                   | Khalid Dylan                  | 173,390 / 173,390               | $18,007,052 |
| 11 de junio          | East Rutherford        | Estados Unidos  | MetLife Stadium                   | Khalid Dylan                  | 173,390 / 173,390               | $18,007,052 |
| 17 de junio          | Toronto                | Canadá          | Rogers Centre                     | Khalid Rosa Linn              | 93,683 / 93,683                 | $9,906,436  |
| 18 de junio          | Toronto                | Canadá          | Rogers Centre                     | Khalid Rosa Linn              | 93,683 / 93,683                 | $9,906,436  |
| 24 de junio          | Landover               | Estados Unidos  | FedExField                        | Khalid Rosa Linn              | 62,270 / 62,270                 | $6,002,528  |
| 30 de junio          | Foxborough             | Estados Unidos  | Gillette Stadium                  | Rosa Linn John Mayer          | 143,442 / 143,442               | $13,551,095 |
| 1 de julio           | Foxborough             | Estados Unidos  | Gillette Stadium                  | Rosa Linn John Mayer          | 143,442 / 143,442               | $13,551,095 |
| 8 de julio           | Pittsburgh             | Estados Unidos  | Acrisure Stadium                  | Rosa Linn Khalid              | 67,829 / 67,829                 | $5,823,055  |
| 15 de julio          | Detroit                | Estados Unidos  | Ford Field                        | Rosa Linn Khalid              | 70,372 / 70,372                 | $7,126,417  |
| 22 de julio          | Nashville              | Estados Unidos  | Nissan Stadium                    | Khalid Cat Burns              | 73,874 / 73,874                 | $6,227,586  |
| 29 de julio          | Chicago                | Estados Unidos  | Soldier Field                     | Khalid Cat Burns              | 73,015 / 73,015                 | $8,054,888  |
| 5 de agosto          | Kansas City            | Estados Unidos  | Arrowhead Stadium                 | Khalid Cat Burns              | 70,352 / 70,352                 | $5,122,007  |
| 12 de agosto         | Mineápolis             | Estados Unidos  | U.S. Bank Stadium                 | Khalid Cat Burns              | 72,102 / 72,102                 | $6,714,462  |
| 19 de agosto         | Denver                 | Estados Unidos  | Empower Field at Mile High        | Khalid Cat Burns              | 79,680 / 79,680                 | $8,560,475  |
| 26 de agosto         | Seattle                | Estados Unidos  | Lumen Field                       | Khalid Maisie Peters          | 77,286 / 77,286                 | $7,942,459  |
| 2 de septiembre      | Vancouver              | Canadá          | BC Place                          | Khalid Maisie Peters          | 65,061 / 65,061                 | $6,597,928  |
| 16 de septiembre     | Santa Clara            | Estados Unidos  | Levi's Stadium                    | Russ Maisie Peters            | 80,058 / 80,058                 | $9,821,417  |
| 23 de septiembre     | Inglewood              | Estados Unidos  | SoFi Stadium                      | Russ Maisie Peters            | 81,384 / 81,384                 | $9,225,764  |
| 28 de octubre        | Las Vegas              | Estados Unidos  | Allegiant Stadium                 | Russ Maisie Peters            | 65,074 / 65,074                 | $6,707,747  |
| Europa               |                        |                 |                                   |                               |                                 |             |
| 18 de noviembre      | Londres                | Reino Unido     | Royal Albert Hall                 | —                             | —                               | —           |
| 19 de noviembre      | Londres                | Reino Unido     | Royal Albert Hall                 | —                             |                                 |             |
| 2024                 |                        |                 |                                   |                               |                                 |             |
| Asia y Medio Oriente |                        |                 |                                   |                               |                                 |             |
| 15 de enero          | Sakhir                 | Baréin          | Al Dana Amphitheatre              | Calum Scott                   | 8,109 / 8,109                   | $1,786,745  |
| 19 de enero          | Dubái                  | EAU             | The Sevens Stadium                | Calum Scott                   | 58,707 / 59,997                 | $10,578,529 |
| 20 de enero          | Dubái                  | EAU             | The Sevens Stadium                | Calum Scott                   | 58,707 / 59,997                 | $10,578,529 |
| 27 de enero          | Osaka                  | Japón           | Kyocera Dome Osaka                | Calum Scott                   | 76,495 / 76,495                 | $11,570,417 |
| 28 de enero          | Osaka                  | Japón           | Kyocera Dome Osaka                | Calum Scott                   | 76,495 / 76,495                 | $11,570,417 |
| 31 de enero          | Tokio                  | Japón           | Tokyo Dome                        | Calum Scott                   | 50,646 / 50,646                 | $7,811,520  |
| 3 de febrero         | Kaohsiung              | Taiwán          | Kaohsiung National Stadium        | Calum Scott                   | 54,369 / 54,369                 | $9,668,365  |
| 10 de febrero        | Bangkok                | Tailandia       | Rajamangala National Stadium      | Calum Scott                   | 44,470 / 47,561                 | $5,049,215  |
| 11 de febrero        | Bangkok                | Tailandia       | UOB Live                          | Festival                      | Festival                        | Festival    |
| 16 de febrero        | Singapur               | Singapur        | Estadio Nacional de Singapur      | Calum Scott                   | 57,161 / 61,490                 | $9,430,976  |
| 17 de febrero        | Singapur               | Singapur        | Capitol Theatre                   | Calum Scott                   | —                               | —           |
| 24 de febrero        | Kuala Lumpur           | Malasia         | Bukit Jalil National Stadium      | Calum Scott                   | 50,277 / 59,184                 | $5,711,590  |
| 2 de marzo           | Yakarta                | Indonesia       | Estadio Internacional de Yakarta  | Calum Scott                   | 45,136 / 50,766                 | $5,796,589  |
| 9 de marzo           | Manila                 | Filipinas       | SMDC Festival Grounds             | Calum Scott Ben&Ben           | 35,223 / 35,223                 | $6,031,560  |
| 16 de marzo          | Mumbai                 | India           | Mahalaxmi Racecourse              | Calum Scott Prateek Kuhad     | 38,996 / 40,198                 | $3,712,563  |
| Norteamérica         |                        |                 |                                   |                               |                                 |             |
| 3 de mayo            | Hollywood              | Estados Unidos  | Hard Rock Live                    | —                             | —                               | —           |
| 24 de mayo           | Boston                 | Estados Unidos  | Harvard Stadium                   | Festival                      | Festival                        | Festival    |
| 26 de mayo           | Napa Valley            | Estados Unidos  | Napa Valley Expo                  | Festival                      | Festival                        | Festival    |
| Europa               |                        |                 |                                   |                               |                                 |             |
| 8 de junio           | Lucca                  | Italia          | Lucca Summer Festival             | Festival                      | 78,179 / 78,304                 | $7,443,771  |
| 9 de junio           | Lucca                  | Italia          | Lucca Summer Festival             | Festival                      | 78,179 / 78,304                 | $7,443,771  |
| 12 de junio          | Múnich                 | Alemania        | Theresienwiese                    | Festival                      | 46,154 / 60,002                 | $4,251,748  |
| 16 de junio          | Lisboa                 | Portugal        | Parque Tejo                       | Festival                      | Festival                        | Festival    |
| 21 de junio          | Scheeßel               | Alemania        | Eichenring                        | Festival                      | Festival                        | Festival    |
| 22 de junio          | Neuhausen ob Eck       | Alemania        | Neuhausen ob Eck Airfield         | Festival                      | Festival                        | Festival    |
| 23 de junio          | Landgraaf              | Países Bajos    | Megaland                          | Festival                      | Festival                        | Festival    |
| 26 de junio          | Ta' Qali               | Malta           | Ta' Qali National Park            | Calum Scott                   | 31,056 / 32,645                 | $4,744,292  |
| 29 de junio          | Tenerife               | España          | Estadio Heliodoro Rodríguez López | Calum Scott                   | 34,445 / 35,248                 | $3,336,448  |
| 4 de julio           | Stavern                | Noruega         | Larvik Golf Arena                 | Festival                      | Festival                        | Festival    |
| 6 de julio           | Santiago de Compostela | España          | O Gozo Festival                   | Festival                      | Festival                        | Festival    |
| 12 de julio          | Gdansk                 | Polonia         | Polsat Plus Arena                 | Calum Scott                   | 104,804 / 111,755               | $10,526,255 |
| 13 de julio          | Gdansk                 | Polonia         | Polsat Plus Arena                 | Calum Scott                   | 104,804 / 111,755               | $10,526,255 |
| 20 de julio          | Budapest               | Hungría         | Puskás Aréna                      | Calum Scott                   | 58,747 / 64,183                 | $4,982,240  |
| 27 de julio          | Hradec Králové         | República Checa | Park 360                          | Calum Scott                   | 64,370 / 100,672                | $6,498,805  |
| 28 de julio          | Hradec Králové         | República Checa | Park 360                          | Calum Scott                   | 64,370 / 100,672                | $6,498,805  |
| 3 de agosto          | Kaunas                 | Lituania        | Darius and Girenas Stadium        | Calum Scott                   | 81,119 / 96,627                 | $8,597,307  |
| 4 de agosto          | Kaunas                 | Lituania        | Darius and Girenas Stadium        | Calum Scott                   | 81,119 / 96,627                 | $8,597,307  |
| 10 de agosto         | Zagreb                 | Croacia         | Zagreb Hippodrome                 | Calum Scott Dino Jelusić      | 57,700 / 68,560                 | $5,780,563  |
| 14 de agosto         | Sankt Pölten           | Austria         | Greenpark                         | Festival                      | Festival                        | Festival    |
| 17 de agosto         | Belgrado               | Serbia          | UŠĆe Park                         | Calum Scott                   | 25,818 / 26,818                 | $2,570,168  |
| 24 de agosto         | Bucarest               | Rumania         | Arena Națională                   | Calum Scott                   | 57,444 / 65,240                 | $4,872,382  |
| 31 de agosto         | Sofía                  | Bulgaria        | Vasil Levski National Stadium     | Calum Scott                   | 60,016 / 60,016                 | $4,920,589  |
| 7 de septiembre      | Lárnaca                | Chipre          | Larnaca Marina                    | Calum Scott                   | 15,199 / 17,314                 | $3,897,316  |
| 8 de septiembre      | Lárnaca                | Chipre          | Larnaca Marina                    | Calum Scott                   | 15,199 / 17,314                 | $3,897,316  |
| Latinoamérica        |                        |                 |                                   |                               |                                 |             |
| 19 de septiembre     | Río de Janeiro         | Brasil          | Parque Olímpico de Río de Janeiro | Festival                      | Festival                        | Festival    |
| 2025                 |                        |                 |                                   |                               |                                 |             |
| Asia                 |                        |                 |                                   |                               |                                 |             |
| 24 de enero          | Timbu                  | Bután           | Estadio Changlimithang            | Rebellions Bhutan             |                                 |             |
| 30 de enero          | Pune                   | India           | Yash Lawns                        | DOT                           |                                 |             |
| 2 de febrero         | Hyderabad              | India           | Ramoji Film City                  | Armaan Malik                  |                                 |             |
| 5 de febrero         | Chennai                | India           | YMCA Ground                       | Jonita Gandhi                 |                                 |             |
| 8 de febrero         | Bengaluru              | India           | NICE Grounds                      | Mali                          |                                 |             |
| 9 de febrero         | Bengaluru              | India           | NICE Grounds                      | Mali                          |                                 |             |
| 12 de febrero        | Shillong               | India           | JN Stadium                        | Kayan                         |                                 |             |
| 15 de febrero        | Delhi                  | India           | Leisure Valley Ground             | Lisa Mishra                   |                                 |             |
| 24 de febrero        | Hangzhou               | China           | Hangzhou Sports Park              | —                             |                                 |             |
| 25 de febrero        | Hangzhou               | China           | Hangzhou Sports Park              | —                             |                                 |             |
| 26 de febrero        | Hangzhou               | China           | Hangzhou Sports Park              | —                             |                                 |             |
| 28 de febrero        | Hangzhou               | China           | Hangzhou Sports Park              | —                             |                                 |             |
| 1 de marzo           | Hangzhou               | China           | Hangzhou Sports Park              | —                             |                                 |             |
| 2 de marzo           | Hangzhou               | China           | Hangzhou Sports Park              | —                             |                                 |             |
| 26 de abril          | Abu Dhabi              | EAU             | Etihad Park                       | Festival                      | Festival                        | Festival    |
| 30 de abril          | Doha                   | Catar           | Lusail Sports Arena               | Zeyne                         |                                 |             |
| 2 de mayo            | Sakhir                 | Baréin          | Beyon Al Dana Amphitheatre        | Zeyne                         |                                 |             |
| Europa               |                        |                 |                                   |                               |                                 |             |
| 30 de mayo           | Madrid                 | España          | Estadio Cívitas Metropolitano     | Tori Kelly Myles Smith        |                                 |             |
| 31 de mayo           | Madrid                 | España          | Estadio Cívitas Metropolitano     | Tori Kelly Myles Smith        |                                 |             |
| 6 de junio           | Marsella               | Francia         | Stade Vélodrome                   | Tori Kelly Myles Smith        |                                 |             |
| 7 de junio           | Marsella               | Francia         | Stade Vélodrome                   | Tori Kelly Myles Smith        |                                 |             |
| 14 de junio          | Roma                   | Italia          | Estadio Olímpico de Roma          | Tori Kelly Myles Smith        |                                 |             |
| 20 de junio          | Lille                  | Francia         | Estadio Pierre-Mauroy             | Tori Kelly Myles Smith        |                                 |             |
| 21 de junio          | Lille                  | Francia         | Estadio Pierre-Mauroy             | Tori Kelly Myles Smith        |                                 |             |
| 28 de junio          | Stuttgart              | Alemania        | MHPArena                          | Tori Kelly Myles Smith        |                                 |             |
| 29 de junio          | Stuttgart              | Alemania        | MHPArena                          | Tori Kelly Myles Smith        |                                 |             |
| 4 de julio           | Hamburgo               | Alemania        | Volksparkstadion                  | Tori Kelly Myles Smith        |                                 |             |
| 5 de julio           | Hamburgo               | Alemania        | Volksparkstadion                  | Tori Kelly Myles Smith        |                                 |             |
| 6 de julio           | Hamburgo               | Alemania        | Volksparkstadion                  | Tori Kelly Myles Smith        |                                 |             |
| 11 de julio          | Ipswich                | Reino Unido     | Ipswich                           | Tori Kelly Myles Smith        |                                 |             |
| 12 de julio          | Ipswich                | Reino Unido     | Ipswich                           | Dylan Busted                  |                                 |             |
| 13 de julio          | Ipswich                | Reino Unido     | Ipswich                           | James Blunt Maisie Peters     |                                 |             |
| 26 de julio          | Oslo                   | Noruega         | Ullevaal Stadion                  | Tori Kelly Myles Smith        |                                 |             |
| 27 de julio          | Oslo                   | Noruega         | Ullevaal Stadion                  | Tori Kelly Myles Smith        |                                 |             |
| 2 de agosto          | Zúrich                 | Suiza           | Letzigrund                        | Tori Kelly Myles Smith        |                                 |             |
| 3 de agosto          | Zúrich                 | Suiza           | Letzigrund                        | Tori Kelly Myles Smith        |                                 |             |
| 7 de agosto          | Amberes                | Bélgica         | Middenvijver Park                 | Tori Kelly Myles Smith        |                                 |             |
| 8 de agosto          | Amberes                | Bélgica         | Middenvijver Park                 | Tori Kelly Myles Smith        |                                 |             |
| 15 de agosto         | Breslavia              | Polonia         | Estadio Municipal de Breslavia    | Tori Kelly Myles Smith        |                                 |             |
| 16 de agosto         | Breslavia              | Polonia         | Estadio Municipal de Breslavia    | Tori Kelly Myles Smith        |                                 |             |
| 22 de agosto         | Estocolmo              | Suecia          | STM Swedbank Arena                | Tori Kelly Myles Smith        |                                 |             |
| 23 de agosto         | Estocolmo              | Suecia          | STM Swedbank Arena                | Tori Kelly Myles Smith        |                                 |             |
| 28 de agosto         | Copenhague             | Dinamarca       | Øresundsparken                    | Tori Kelly Myles Smith        |                                 |             |
| 29 de agosto         | Copenhague             | Dinamarca       | Øresundsparken                    | Tori Kelly Myles Smith        |                                 |             |
| 30 de agosto         | Copenhague             | Dinamarca       | Øresundsparken                    | Tori Kelly Myles Smith        |                                 |             |
| 31 de agosto         | Copenhague             | Dinamarca       | Øresundsparken                    | Tori Kelly Myles Smith        |                                 |             |
| 5 de septiembre      | Dusseldorf             | Alemania        | Merkur Spiel-Arena                | Tori Kelly Myles Smith        |                                 |             |
| 6 de septiembre      | Dusseldorf             | Alemania        | Merkur Spiel-Arena                | Tori Kelly Myles Smith        |                                 |             |
| 7 de septiembre      | Dusseldorf             | Alemania        | Merkur Spiel-Arena                | Tori Kelly Myles Smith        |                                 |             |